# Omm ol Nowsheh
Omm ol Nowsheh (persiska: امّ النوشه) är en ort i Iran.   Den ligger i provinsen Khuzestan, i den västra delen av landet, 600 km sydväst om huvudstaden Teheran. Omm ol Nowsheh ligger 1 meter över havet och antalet invånare är 114.
Terrängen runt Omm ol Nowsheh är mycket platt. Runt Omm ol Nowsheh är det ganska tätbefolkat, med 54 invånare per kvadratkilometer. Närmaste större samhälle är Şalāḩāvīyeh-ye Yek, 4,0 km söder om Omm ol Nowsheh. Omgivningarna runt Omm ol Nowsheh är i huvudsak ett öppet busklandskap.